# Ломбардо, Мануэль
Мануэль Ломбардо (итал. Manuel Lombardo, род. 4 декабря 1998, Турин) — итальянский дзюдоист, чемпион и призёр чемпионатов Италии среди кадетов и юниоров, призёр чемпионатов Италии среди взрослых, чемпион Европы среди кадетов, чемпион Европы и мира среди юниоров, победитель Средиземноморских игр 2018 года в Таррагоне, чемпион Европы 2021 года в Лиссабоне, призёр этапов Кубка мира.

## Карьера
Выступает в полусредней весовой категории (до 66 кг). В 2018 году стал чемпионом Средиземноморских игр, выиграв в решающей схватке у испанца Альберто Гайтеро. В 2021 году поднялся на высшую ступень чемпионата Европы, победив в финале грузинского спортсмена Важу Маргвелашвили.
На предолимпийском чемпионате мира 2021 года, который проходил в Будапеште в Венгрии завоевал серебряную медаль в весовой категории до 66 кг, уступив в финале японскому спортсмену Дзёсиро Маруяме.
Участник Олимпийских игр 2020 года в Токио. Уступив в четвертьфинале бразильскому дзюдоисту Даниэлу Каргнину, упустил шанс побороться за золотую медаль. В схватке против Ан Ба Уля проиграл броском через спину, тем самым оставшись без медали на турнире.
В мае 2023 года, в столице Катара, на чемпионате мира, итальянский дзюдоист в весовой категории до 73 кг стал обладателем серебряной медали, в финале уступил спортсмену из Швейцарии Нильсу Штумпу.
24 апреля 2025 года на чемпионате Европы в Подгорице завоевал серебряную медаль. В финальной схватке уступил сопернику из России Даниле Лаврентьеву.